# Joseph Paul-Boncour
Augustin Alfred Joseph Paul-Boncour (4. srpna 1873 Saint-Aignan, Loir-et-Cher – 28. března 1972 Paříž) byl francouzský politik a diplomat třetí republiky. Od prosince 1932 do ledna 1933 působil jako premiér francouzské vlády. Byl rovněž ministr práce a sociálních věcí (1911), ministr války (1932, 1934), ministr zahraničí (1932-1934, 1938) a první stálý delegát Francie při Společnosti národů (1932–1936). V letech 1931–1940 a 1946–1948 byl senátorem. Původně byl člen Radikální strany. V roce 1916 vstoupil do Socialistické strany. V roce 1931 ji však opustil, protože považoval za nezbytné, tváří v tvář bezmoci Společnosti národů, posílit národní obranu, proti čemuž se socialisté stavěli. Vstoupil poté do malé Republikánsko-socialistické strany (Parti républicain-socialiste), která se v roce 1935 sloučila s jinými menšími levicovými stranami a vytvořila Socialistickou republikánskou unii (Union socialiste républicaine). Po roce 1945 se vrátil do Socialistické strany. Byl považovaný za jednoho z největších řečníků své doby.

## Život
Vystudoval práva na Pařížské univerzitě. Poté se angažoval v odborech a napsal o odborech a dělnické ekonomické svépomoci i odborné studie (Le Féderalisme économique, Les Syndicats de fonctionnaires). Je známo, že mezi socialisty byl často kritizován za své náboženské (katolické) sklony. V letech 1898 až 1902 byl soukromým tajemníkem premiéra Pierra Waldecka-Rousseaua. V roce 1904 byl zvolen městským radním svého rodného města. V roce 1909 byl prvně zvolen do Poslanecké sněmovny. V březnu 1919 byl hlavním advokátem Jaurèsovy rodiny v soudním sporu s nacionalistou Raoulem Villainem. V letech 1920 až 1923 řídil týdeník Floréal. Jako ministr války nechal v roce 1927 schválit zákon, který mobilizační povinnost v době války rozšířil na „všechny Francouze bez rozdílu věku a pohlaví." Vyvolal tím silný odpor feministických, pacifistických, antimilitaristických a křesťanských organizací. V roce 1928 byl zákon zrušen. Jako ministr zahraničí se podílel na sblížení se Sovětským svazem. V roce 1932 s ním podepsal smlouvu o neútočení. Následujícího roku byl do Moskvy vyslán vojenský atašé. Snažil se také posílit vazby s Jugoslávií a uklidnit vztahy s Itálií. Podle mnoha indicií to byl britský velvyslanec ve Francii, kdo dosáhl na konci 30. let jeho odvolání z pozice ministra zahraničí, neboť Británii se nelíbilo přílišné sbližování Francie se Sověty. Byl proti sestavení vichistické vlády a doporučoval pokračovat v boji proti nacistickému Německu z exilu v Alžírsku. 6. června 1944, pronásledován gestapem, se připojil k maquis (odbojářům) v Lotu. Za svou odbojovou činnost byl po válce vyznamenán. Od roku 1944 vedl francouzskou delegaci na zahajovací konferenci OSN v San Franciscu a jménem Francie podepsal Chartu Organizace spojených národů. V roce 1948 odešel z politického života, aby v letech 1948 až 1972 předsedal Mezinárodní federaci pro lidská práva. Zemřel ve věku 98 let a stal se tak nejdéle žijícím premiérem třetí republiky. Cenným svědectvím o politice třetí republiky jsou jeho knižní vzpomínky Entre deux guerres: souvenirs sur la IIIe République.